# Jerry Unser
Jeremy Michael Unser (* 15. November 1932 in Colorado Springs, Colorado; † 17. Mai 1959 in Indianapolis, Indiana) war ein US-amerikanischer Automobilrennfahrer.

## Karriere
1957 gewann er die USAC-Stock-Car-Meisterschaft. Jerry Unser war der erste der Unser-Familie, der an den Indianapolis 500 teilnahm. Bei seinem einzigen Start im Jahr 1958 war er, zusammen mit zwölf anderen Fahrzeugen, in eine Massenkarambolage in der ersten Runde verwickelt. Dabei flog er über die Mauer in der dritten Kurve, wurde jedoch nicht verletzt. Bei der Massenkarambolage starb Pat O’Connor.
Am 2. Mai 1959 hatte Unser bei einem Trainingslauf zum 500-Meilen-Rennen in Indianapolis einen Unfall und starb am 17. Mai an den Brandverletzungen, die er sich dabei zuzog. Er war der ältere Bruder von Bobby und Al Unser und der Vater von Johnny Unser.